# Batalla de Tesalónica (380)
La batalla de Tesalónica fue librada en el verano u otoño del 380 por los  godos de Fritigern y un ejército romano liderado por Teodosio I. Reconstituido después de Adrianópolis, el ejército romano oriental sufrió otra gran derrota. Teodosio se retiró a Tesalónica y cedió el control de las operaciones al emperador occidental, Graciano.